# Liste der ETOY-Nominierten 2012

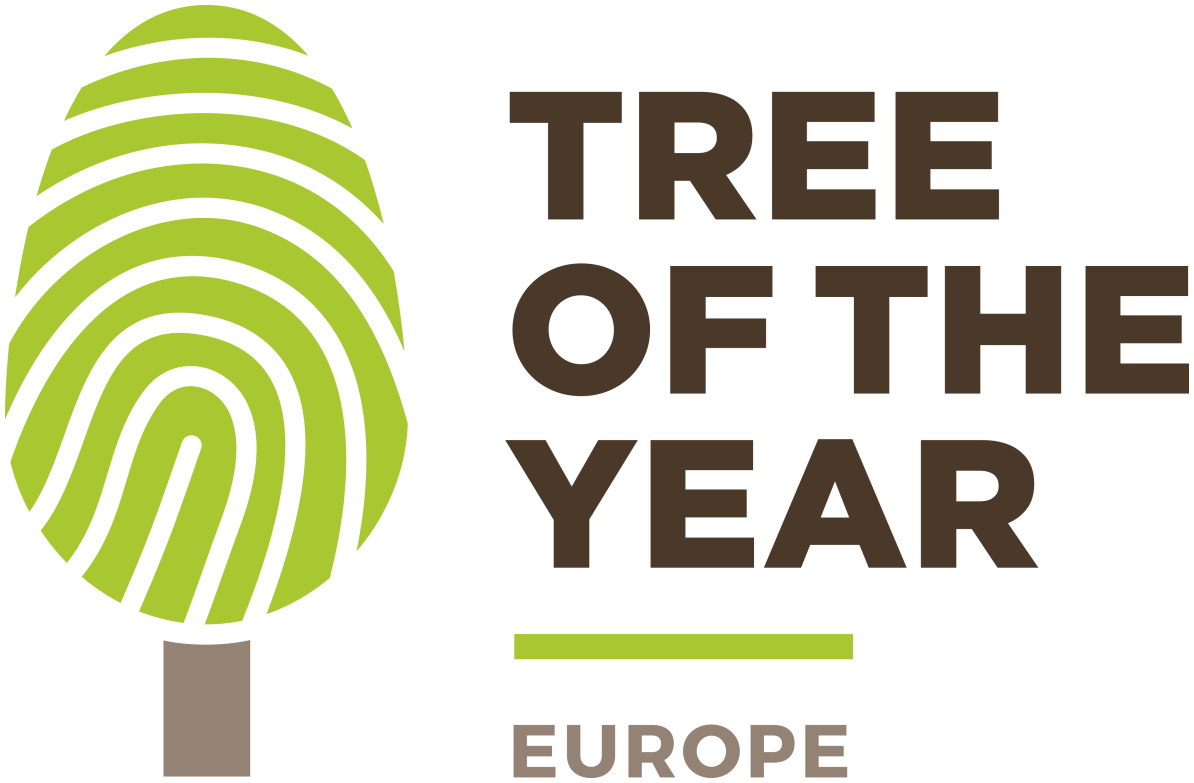
Wettbewerb "Europäischer Baum des Jahres"

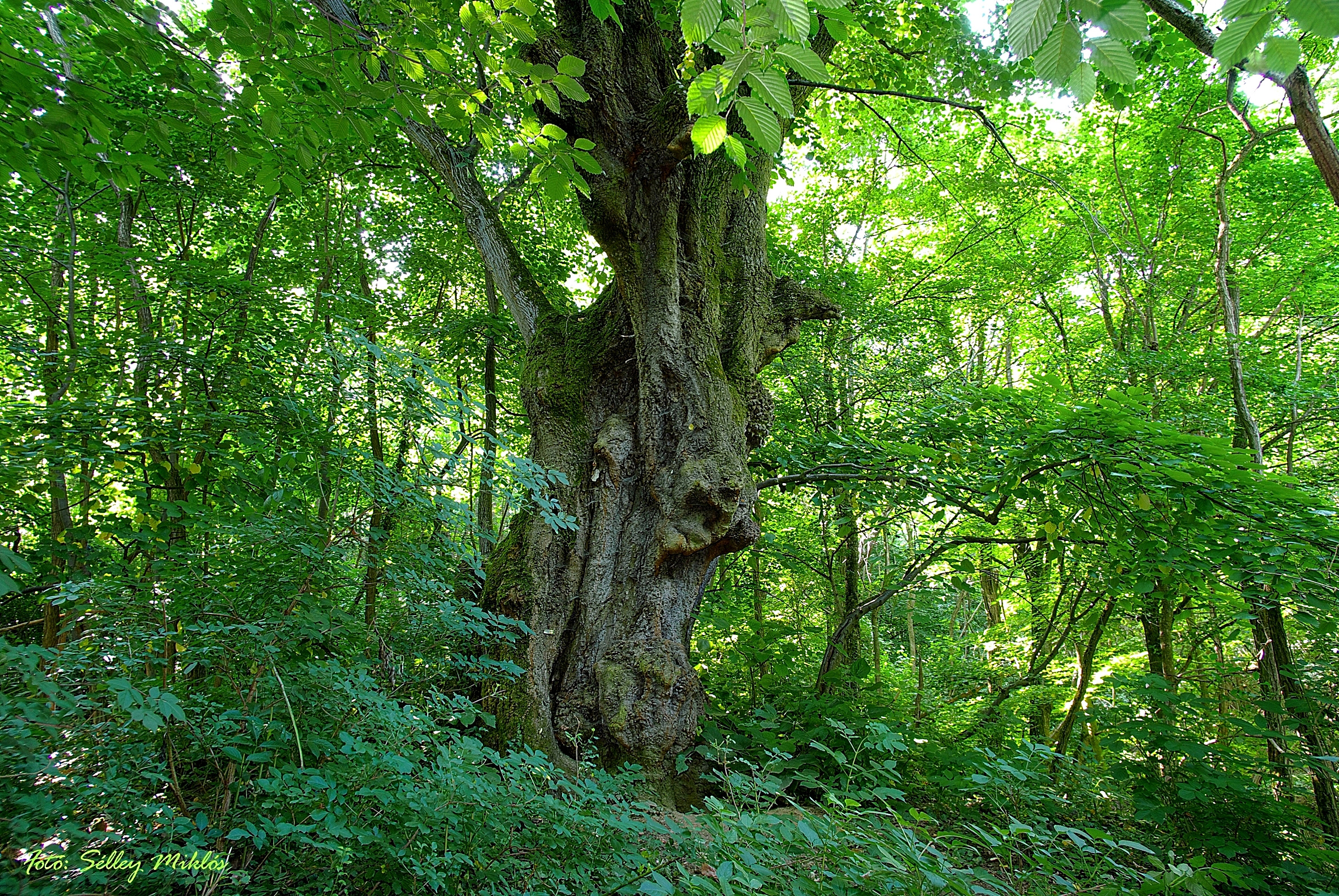
Europäischer Baum des Jahres
Gewinner 2012: Linde in Felsőmocsolád, Ungarn

Der zweite multinationale Wettbewerb Europäischer Baum des Jahres (engl.: European Tree of the Year = ETOY) fand 2012 statt, wobei erneut der „bemerkenswerteste Baum“ Europas aus den teilnehmenden Ländern ausgewählt wurde. Im Gegensatz zu anderen Baum-des-Jahres-Auswahlen wurde hier nicht eine bestimmte Baumart ausgewählt, sondern ein einzelnes markantes Baumexemplar. Durch den großen Erfolg des im Vorjahr erstmals durchgeführten Wettbewerbs standen 2012 nunmehr 7 Kandidaten zur Wahl.
Hauptaugenmerk bei der Auswahl wurde dabei nicht auf die Schönheit und das Alter des Baumes gelegt, sondern auf die Geschichte, welche der Baum erzählt. Der Wettbewerb wird seit 2011 jährlich von der Environmental Partnership Association (EPA) durchgeführt, einer Organisation, die von der European Landowners' Association und der Europäischen Kommission unterstützt wird.
Die Veranstalter der im Jahr zuvor (2011) stattgefundenen nationalen Wettbewerbe waren:
- Bulgarien: „Bulgarian Environmental Partnership Foundation“[3]
  - Bekanntgabe des Wettbewerbs-Gewinners „Дърво с корен 2010“[4]
- Frankreich: „Arbres Remarquables“[5]
- Polen: „Klub Gaja“[6] - polnischer nationaler Wettbewerb „Drzewo Roku“[7]
- Rumänien: „GEO-CARTEDD“[8] und „Fundaţia pentru Parteneriat“[9]
- Slowakei: „Nadacia ekopolis“[10]
- Tschechien: „Nadace Partnerství“[11]
- Ungarn: „Ökotárs“ Foundation[12]

Die Preisverleihung fand am 23. Mai 2012 im Rahmen der Grüne Woche in Brüssel am Sitz der Weltnaturschutzunion (IUCN - engl.: International Union for Conservation of Nature) statt.

## Die Nominierten und ihre Geschichten
Folgende Bäume waren 2012 als jeweilige nationale Wettbewerbsgewinner zum ETOY nominiert, dabei wurden für die 7 Kandidaten insgesamt 41.349 Stimmen abgegeben.
| 1. Platz: 11.158 Stimmen - Linde in Felsőmocsolád (engl.: The Old Lime Tree of Felsőmocsolád) - Linde (Tilia sp.) in Felsőmocsolád, Ungarn () |                |
| Daten: Alter: ca. 400 Jahre, Größe: unbekannt, Stammumfang: unbekannt Standort: östlich des Ortes über einen Pfad zu erreichen - ⊙ Geschichte: Um die alte Linde (felsőmocsoládi öreg hárs) von Felsőmocsolád ranken sich viele Geschichten. Eine Legende besagt, das nach einem verheerenden Waldbrand die Linde überlebte und mit Hilfe eines Garabonciás (Magier in der ungarischen Volksreligion) aus ihrem Samen der Wald wiederbelebt wurde. Er soll mit dem Baum verwachsen sein und noch heute den Wald mit seinen magischen Kräften beschützen. Es ist Tradition, das die jüngsten Familienmitglieder des Ortes zum Baum geführt werden und dort versuchen die Höhlen des Baumes zu erklettern, um das wunderbare Geschenk der Natur zu selbst erfahren. | weitere Bilder |

| 2. Platz: 9.812 Stimmen - Ulme von Căpeni - (engl.: The Elm Tree from Căpeni (Köpec)) - Feldulme (Ulmus campestris) in Căpeni, Rumänien () |                |
| Daten: Alter: ca. 300 Jahre, Größe: ca. 35 m, Stammumfang: ca. 7,3 m Standort: nördlich des Ortes am Bachufer des Baraolt - ⊙ Geschichte: Die Ulme nahe Căpeni steht am Ufer des Baraolt (Nebenfluss des Olt) und hat eine traurige Geschichte, sie soll Zeuge gewesen sein, als während der Revolution von 1848 der General Heydte von einer Kugel getroffen wurde und daraufhin aus Rache die Dorfbewohner töten ließ. In der Nähe der Ulme gab es jahrhundertelang eine Wassermühle, welche der Lebensmittelpunkt der Dorfbewohner war und auch an Sonn- und Feiertagen mahlen durfte, während Tanzen und Singen wegen der kirchlichen Vorschriften verboten war. Am 22. April 2012 wurde der Baum anlässlich des Tages der Erde zum Gedenken an Antal Jenő (1936-2011), der die Teilnahme am Wettbewerb maßgeblich unterstützt hatte, zur "Antal Jenő Gedenkulme" erklärt. | weitere Bilder |

| 3. Platz: 6.071 Stimmen - Ulme bei Nisovo - (engl.: The Wish Tree) - Ulme (Ulmus sp.) bei Nisovo, Bulgarien |                |
| Daten: Alter: ca. 700 Jahre, Größe: unbestimmt, Stammumfang: unbestimmt Standort: südlich von Dorf Nisovo am Flussufer des Malki Lom ⊙ Geschichte: Um die alte Ulme bei Nisovo rankt sich eine Legende, einst im 19. Jahrhundert, als vom alten Dorf Galitsa in Nord-Bulgarien nur noch die Wassermühle übrig geblieben war - wurde diese von Hadji Dobril und seiner blinden Enkeltochter Zlatitsa betrieben. Sie tanzte zur Aufheiterung der Leute, welche zum Mahlen ihres Getreides gekommen waren. Eines Tages, als sie sich müde getanzt hatte, schlief sie unter der Ulme ein und der Müllerbursche Jano trug einige Tropfen des Baumsaftes auf ihre Augen auf. Als sie erwachte, rief sie freudig: "Ich kann sehen", seither glaubt man der Baum könne Wünsche erfüllen. | weitere Bilder |

| 4. Platz: 5.591 Stimmen - Linde in Lipany - (engl.: Lime Tree in Lipany) - Winterlinde (Tilia cordata Miller) in Lipany, Slowakei () |                |
| Daten: Alter: ca. 320 Jahre, Größe: unb., Stammumfang: unb. Standort: im Ort neben Kirche St.Martin - ⊙ Geschichte: Als im 11. Jahrhundert die heutige Stadt Lipany gegründet wurde, wuchs auf diesem Gebiet ein heiliger alter slawischer Lindenwald. Nach und nach wurde alle Lindenbäume gefällt, bis nur noch sieben Bäume übrig waren - so hieß die Stadt im 16.Jahrhundert auch deutsch Siebenlinden (oder lateinisch Septemthillis, ungarisch Héthárs). Eine der letzten Lindenbäume aus dieser Zeit ist der Lindenbaum neben der St. Martinskirche aus dem 13. Jahrhundert, wo in seinem Schatten Vereinbarungen unter Zeugen geschlossen wurden und als verbindliche Verträge galten. Die Stadt und ihre Bewohner haben eine tiefe innere Verbindung zu den Lindenbäumen entwickelt und pflanzten wieder hunderte Linden in der Umgebung. Die schönste der Linden ist jedoch dieser Baum, welcher auch als "Ehrenbürger" der Stadt betrachtet wird. Bis heute sind die 7 Linden im Wappen der Stadt erhalten geblieben. | weitere Bilder |

| 5. Platz: 3.685 Stimmen - Eiche in Dęblin - (engl.: The Oak Grot in Dęblin) - Stieleiche (Quercus robur) in Dęblin, Polen |                |
| Daten: Alter: > 200 Jahre, Größe: ca. xx m, Stammumfang: ca. x,x m Standort: Beschreibung - ⊙ Geschichte: ...             | weitere Bilder |

| 6. Platz: 2.976 Stimmen - Allee in Skalička - (engl.: Alley in Skalička) - Allee von Eichen und Linden in Skalička, Tschechien |                |
| Daten: Alter: von 100 bis 400 Jahre, Größe: unterschiedlich, Stammumfang: unterschiedlich Standort: nordöstlich vom Schloss Richtung Bachlauf - ⊙ Geschichte: Die Allee aus 22 Linden und 10 Eichen im kleinen Ort Skalička, südlich des Tals der Bečva säumt den Weg durch den Park des einstigen Schlosses aus dem 16. Jahrhundert, worin sich heute ein Heim für geistig Behinderte der Kongregation der Schwestern der heiligen Kyrill und Method befindet. Einst bestand die Allee nur aus Eichen und befestigte die Ufer der Teiche im Schlosspark (umgebautes Schloss wurde bis 1924 als Sommerresidenz der Bischöfe des Erzbistums Olmütz genutzt). Die Teiche sind nun ausgetrocknet und die Eichen wurden nach und nach mit Linden ersetzt, so dass diese beeindruckende Allee erhalten blieb. Den Kindern der örtlichen Schule, welche die Allee beim Wettbewerb "Tschechischer Baum des Jahres 2011" nominierten, in deren Schatten sie Spielen und Lernen, gelang es fast 12.000 Stimmen beim nationalen Ausscheid zu sammeln, obwohl Skalička nur ein kleines Dorf mit ca. 550 Einwohner in Mittelböhmen ist. | weitere Bilder |

| 7. Platz: 2.056 Stimmen - Pistazie bei Ghisonaccia - (engl.: Pistacia in Ghisonaccia (Haute-Corse)) - Wilde Pistazie (Pistacia lentiscus) bei Ghisonaccia auf Korsika, Frankreich |                |
| Daten: Alter: ca. 800–1000 Jahre, Größe: unb., Stammumfang: unb. Standort: neben Bauernhaus nördlich von Ghisonaccia - ⊙ Geschichte: Die Entdeckung des Baumes ist einem Zufall geschuldet: Als 1991 eine Schäferin ein Teil ihres Ackers nördlich Ghisonaccia am Ostufer des korsischen Flusses Fium Orbu rodete, staunte sie nicht schlecht. Die Rodung war notwendig, da in diesem Teil der Macchie häufig Brände auftreten - sie entdeckte einen uralten Baum der wohl seit Jahrhunderten in Kies und Erde begraben war. Im Juli 2000 wütete ein Feuer in diesem Gebiet, doch als die Feuerwehr ihr Haus schützen wollte, sprach sie: "Das Haus kann wieder aufgebaut werden, doch der Baum würde niemals ersetzt werden, wenn er verbrennt!". Seit dieser Zeit ist dieser Wilde Pistazienbaum der Held des Ortes. Als die französische Zeitschrift "Terre Sauvage" erstmal 2011 den nationalen Wettbewerb organisierte, wurde er unter 26 Kandidaten einstimmig zum 1. französischen Baum des Jahres gewählt. Seither begann eine rege Beteiligung an diesen Wettbewerb in Frankreich. Dies beweist auch die beeindruckende Galerie der Nominierten und Kandidaten, welche jährlich am Wettbewerb teilnehmen. | weitere Bilder |